# Фурсово
Фу́рсово (рос. Фурсово) — присілок у складі Підосиновського району Кіровської області, Росія. Входить до складу Демьяновського міського поселення.
Населення становить 13 осіб (2010, 15 у 2002).
Національний склад станом на 2002 рік — росіяни 100 %.